# Murska Sobota
Murska Sobota ([ˈmúːɾska ˈsóːbɔta]ⓘ, en húngaro Muraszombat, en alemán Olsnitz) es una ciudad del noreste de Eslovenia, situada cerca del río Mura (de ahí su nombre). Es sede del municipio urbano homónimo en la región tradicional de Prekmurje, de la cual es su capital regional. Además, pertenece a la región estadística moderna de Pomurska.
En 2019, la localidad tenía una población de 11 113 habitantes.
Fue la ciudad más septentrional de Yugoslavia, y en el devenir de la historia ha pasado de manos eslovenas, a croatas y húngaras con facilidad. Debido a ello, 3000 habitantes son de etnia húngara. Los judíos húngaros, muy importantes en su tiempo, fueron eliminados por la Alemania Nazi. 
En 1991, durante Guerra de los Diez Días entre Eslovenia y el Ejército Federal de Yugoslavia, Murska Sobota fue bombardeada por aire, sin causar víctimas ni daños materiales importantes. 
Actualmente es una ciudad pacífica que vive de las actividades regionales, la industria de la iluminación, el comercio y el turismo.

## Clima
| Parámetros climáticos promedio de Murska Sobota                                                                    | Parámetros climáticos promedio de Murska Sobota | Parámetros climáticos promedio de Murska Sobota | Parámetros climáticos promedio de Murska Sobota | Parámetros climáticos promedio de Murska Sobota | Parámetros climáticos promedio de Murska Sobota | Parámetros climáticos promedio de Murska Sobota | Parámetros climáticos promedio de Murska Sobota | Parámetros climáticos promedio de Murska Sobota | Parámetros climáticos promedio de Murska Sobota | Parámetros climáticos promedio de Murska Sobota | Parámetros climáticos promedio de Murska Sobota | Parámetros climáticos promedio de Murska Sobota | Parámetros climáticos promedio de Murska Sobota |
| Mes | Ene.                                            | Feb.                                            | Mar.                                            | Abr.                                            | May.                                            | Jun.                                            | Jul.                                            | Ago.                                            | Sep.                                            | Oct.                                            | Nov.                                            | Dic.                                            | Anual                                           |
| --- | ----------------------------------------------- | ----------------------------------------------- | ----------------------------------------------- | ----------------------------------------------- | ----------------------------------------------- | ----------------------------------------------- | ----------------------------------------------- | ----------------------------------------------- | ----------------------------------------------- | ----------------------------------------------- | ----------------------------------------------- | ----------------------------------------------- | ----------------------------------------------- |
| Temp. máx. abs. (°C)                                                                                               | 16.4                                            | 21.7                                            | 25.6                                            | 27.9                                            | 31.4                                            | 35.0                                            | 35.6                                            | 37.9                                            | 30.6                                            | 27.9                                            | 21.9                                            | 19.8                                            | 37.9                                            |
| Temp. máx. media (°C)                                                                                              | 2.5                                             | 5.8                                             | 11.0                                            | 15.6                                            | 20.8                                            | 23.7                                            | 25.9                                            | 25.6                                            | 21.2                                            | 15.2                                            | 8.0                                             | 3.5                                             | 14.9                                            |
| Temp. media (°C)                                                                                                   | -1.2                                            | 0.9                                             | 5.3                                             | 9.8                                             | 15.0                                            | 18.0                                            | 19.7                                            | 19.0                                            | 14.8                                            | 9.4                                             | 3.9                                             | 0.0                                             | 9.6                                             |
| Temp. mín. media (°C)                                                                                              | -4.9                                            | -3.4                                            | 0.1                                             | 3.9                                             | 8.6                                             | 11.9                                            | 13.5                                            | 13.0                                            | 9.4                                             | 4.7                                             | 0.3                                             | -3.1                                            | 4.5                                             |
| Temp. mín. abs. (°C)                                                                                               | -26.9                                           | -26.4                                           | -18.0                                           | -5.8                                            | -4.2                                            | -0.1                                            | 5.1                                             | 2.1                                             | -3.5                                            | -8.6                                            | -16.6                                           | -22.4                                           | -26.9                                           |
| Precipitación total (mm)                                                                                           | 31                                              | 36                                              | 47                                              | 55                                              | 72                                              | 104                                             | 97                                              | 93                                              | 81                                              | 71                                              | 70                                              | 48                                              | 805                                             |
| Días de precipitaciones (≥ 0.1 mm)                                                                                 | 8.9                                             | 8.2                                             | 10.3                                            | 11.9                                            | 12.6                                            | 14.4                                            | 12.3                                            | 11.4                                            | 10.3                                            | 10.2                                            | 10.7                                            | 10.6                                            | 131.9                                           |
| Horas de sol | 65                                              | 103                                             | 148                                             | 177                                             | 233                                             | 236                                             | 265                                             | 253                                             | 182                                             | 130                                             | 72                                              | 57                                              | 1913                                            |
| Fuente: Slovenian Enivironment Agency (ARSO), sunshine hours are for: Murska Sobota 1971-2000 (data for 1971-2000) |                                                 |                                                 |                                                 |                                                 |                                                 |                                                 |                                                 |                                                 |                                                 |                                                 |                                                 |                                                 |                                                 |

## Ciudades hermanadas
- Bethlehem, Pensilvania, EE. UU.